# Henri Grâce à Dieu
La Henri Grâce à Dieu, soprannominata "Great Harry", fu una caracca inglese del XVI secolo. Contemporanea del Mary Rose, l'Henri Grâce à Dieu fu però più grande di essa. Aveva un imponente castello alto quattro ponti e un cassero alto due ponti. Era lunga 165 piedi (50 m), stazzava 1.000–1.500 ton e aveva un equipaggio di oltre 700–1.000 uomini. Si dice che la sua costruzione fosse stata ordinata da Enrico VIII come risposta alla nave scozzese Michael, varata nel 1511.
Fu impostata nei cantieri navali di Woolwich nel 1512 in sostituzione della Regent, affondata in azione nello stesso anno, e fu completata nel 1514 e fu uno dei primi vascelli ad avere portelli e sabordi per i suoi 20 nuovi pesanti cannoni di bronzo, che consentivano una efficace bordata. In tutto montava 43 cannoni pesanti e 141 cannoni leggeri. Fu la prima nave inglese a due ponti e quando fu varata era la più grande e la più potente nave da battaglia d'Europa.
Fu sostanzialmente rimodellata e ricostruita nello stesso periodo all'incirca del Mary Rose al fine di incrementare la sua potenza di fuoco e migliorare la sua manovrabilità.
La tradizione, conservatasi nella Royal Navy, di "mostrare la bandiera" alle città costiere per sollevare il morale della Marina di Sua Maestà si dice abbia avuto i suoi natali in occasione della cerimonia resa alla Bradstowe Chapel (Broadstairs, Kent) nel 1514 dall'equipaggio dell'Henri Grâce à Dieu, che era di servizio, mentre la maggior parte del più moderno naviglio della Flotta del Re era ormeggiata nei pressi.
La Great Harry partecipò a azioni secondarie. Era presente nella battaglia del Solent contro Francesco I di Francia nel 1545 (in cui la Mary Rose affondò) ma la caracca sembra fosse più che altro stato un vascello di rappresentanza, tanto da navigare in quelle occasioni con vele di tessuto dorato.
Dopo la salita al trono di Edoardo VI nel 1547 fu ribattezzata in suo onore col suo nome. Il suo destino è incerto; potrebbe essersi incendiata a Woolwich nel 1553 o essere stata affondata nel fiume Tamigi.